# يوميكو كوباياشي
يوميكو كوباياشي (小林由美子 كوباياشي يوميكو) هي مؤدية أصوات يابانية ولدت في 18 يونيو 1979 في يوكايتشيبا.

## أدوارها في الأنمي

### مسلسلات أنمي تلفزيونية
- ديول ماسترز - شوبو كيريفودا
- بيسميكر كوروغاني - إيتشيمورا تتسونوسكي
- ياكيتاتي!! جابان - كازوما أزوما
- أمير التنس - تايتشي دان
- أمير التنس الجديد - تايتشي دان
- إكسل ساغا - إكسل كوباياشي
- سلايرز ريفولوشن - بوكوتا
- سلايرز إيفولوشن-آر - بوكوتا
- تسوباسا كرونيكل - كوروغاني (أيام الطفولة)
- سول إيتر - بلاك☆ستار
- سول إيتر نوت! - بلاك☆ستار
- ناروتو - ناواكي
- ناروتو شيبودن - ناواكي
- لاف هينا - سارا مكدوغال
- غاد غارد - هاجيكي سانادا (أيام الطفولة)
- جت باكرز - كازوكي فوتشوين (أيام الطفولة)
- شاكوغان نو شانا - ماتاكي أوغاتا
- شاكوغان نو شانا II - ماتاكي أوغاتا
- شاكوغان نو شانا III(Final) - ماتاكي أوغاتا
- برج درواغا 〜the Aegis of URUK〜 - يوري
- طوكيو ماغنيتود 8.0 - يوكي أونوزاوا
- كاتيكيو هيتمان ريبورن! - جنجربريد
- نبضات الملاك! - أوياما
- إيكي توسن - أوكيتسو
- شيكاباني هيمي: أكا - أوري كاغامي (أيام الطفولة)
- شيكاباني هيمي: كورو - أوري كاغامي (أيام الطفولة)
- أبطال الكرة - ياسين
- الأرجوحة الطائرة - تاكويا إيكياما
- صاحب التعاويذ الأزرق - يوهيه
- أرشيف دانتاليان - أيرا
- بيرسونا 4 ذي أنيميشن - كانيكو
- مغامرة جوجو الغريبة - بوكو
- ساكورا تايسن - تورا-بو
- تيلز أوف ذي أبيس - إيون، سينك
- البؤساء: الفتاة كوزيت - غافروش
- هاماتورا - نايس (أيام الطفولة)
- رد:_هاماتورا - نايس (أيام الطفولة)
- كايتو جوكر - هاتشي
- جانسلينجر ستراتوس - جوناثان سايزمور
- صراع الطبخ - كوجيرو شينوميا (أيام الطفولة)
- صراع الطبخ: الطبق الثاني - كوجيرو شينوميا (أيام الطفولة)
- الخطايا السبع المميتة - ميد
- سيراف النهاية: معركة ناغويا - ليست كار
- هوزوكي بارد الأعصاب - شيرو
- بوكيمون - إيفريم
- متاعب سايكي كوسوؤو - يوتا إيريداتسو
- ري:بداية الحياة في عالم آخر من نقطة الصفر - ميلد

### أوفا أنمي
- شاكوغان نو شانا S - ماتاكي أوغاتا
- إكس درايفر - سويتشي كازونو

### أفلام أنمي
- أغيتو ذو الشعر الفضي - أغيتو (أيام الطفولة)
- إكس درايفر - سويتشي كازونو
- سلسلة أفلام توا نو كوؤن
  - توا نو كوؤن: الفصل الثالث «عقوبة الأوهام» - تسوتومو
  - توا نو كوؤن: الفصل السادس «الأبد الأبدي» - تسوتومو

## أدوارها في ألعاب الفيديو
- ناروتو شيبودن: كيزونا درايف - تايسا أماغيري

## أدوارها في الدبلجة اليابانية
- هانا مونتانا - ليلي تراسكوت/لولا
- هيروز - مايكا ساندرز
- عالم غامبول المدهش - داروين واترسون
- صبا - ميسون إيفانز الابن (أيام الطفولة)

## وصلات خارجية
- يوميكو كوباياشي على موقع IMDb (الإنجليزية)
- يوميكو كوباياشي على موقع ميوزك برينز (الإنجليزية)
- يوميكو كوباياشي على موقع قاعدة بيانات الفيلم (الإنجليزية)
- يوميكو كوباياشي على موقع ANN person (الإنجليزية)